# Edward Farhi
Edward Henry Farhi (* 26. Juni 1952 in New York City) ist ein US-amerikanischer theoretischer Physiker, der sich mit Elementarteilchentheorie, Quanteninformationstheorie und Kosmologie befasst.

## Karriere
Farhi besuchte die Bronx High School of Science und studierte Physik an der Brandeis University mit dem Bachelor- und Masterabschluss 1973 und wurde 1978 an der Harvard University bei Howard Georgi promoviert. Als Post-Doktorand war er am SLAC und 1980/81 am CERN. 1982 wurde er Assistant Professor, 1986 Associate Professor und 1994 Professor am Massachusetts Institute of Technology. 2004 wurde er Direktor des Center of Theoretical Physics am MIT. 1984 erhielt er ein Forschungsstipendium der Alfred P. Sloan Foundation (Sloan Research Fellowship).

## Werk
1977 führte er die Thrust-Variable zur Charakterisierung von Jets in der QCD ein. Mit Robert L. Jaffe untersuchte er 1984 die Eigenschaften von Seltsamer Materie, einer sehr dichten Form von Quark-Materie, und der untersuchte die Möglichkeit des Aufbaus von Sternen aus solcher Materie (Strange Stars). Ende der 1970er und Anfang der 1980er Jahre entwickelte er mit Leonard Susskind Technicolor-Theorien. 1982 untersuchte er Teilchenerzeugung in den von Alan Guth damals vorgeschlagenen neuen Inflations-Modellen der Kosmologie. Mit Stephen Barr untersuchte er die Möglichkeit der Erzeugung dunkler Materie gleichzeitig mit baryonischer Materie im frühen Universum. Mit Laurence F. Abbott führte er 1981 ein Modell der schwachen Wechselwirkung ein, das bei hohen Energien stärker wird und zu Confinement führt.
1987 zeigte er mit Alan Guth, dass die Entstehung neuer Universen im Labor (aus einer Blase falschen Vakuums) eine Anfangssingularität erfordert, was ein unüberwindliches Hindernis darstellt. Mit Guth und Sean M. Carroll zeigte er auch Hindernisse für Zeitmaschinen auf.
1996 schlug er mit Sam Guttmann einen analogen Quantencomputer mit kontinuierlicher Zeitentwicklung über einen Hamiltonoperator. und 1997 untersuchte er mit Guttmann die Quantencomputer-Variante von Rechnungen über Entscheidungsbäume, wobei sie Quantum Walks einführten. 2000 entwickelte er mit Jeffrey Goldstone und anderen das Konzept des Adiabatischen Quantencomputers. 2007 zeigte er, dass es Probleme gibt, die nicht durch Quantencomputer beschleunigt werden können. Andererseits zeigte er zum Beispiel mit dem quantum walk Modell die im Vergleich zu klassischen Computern exponentielle Beschleunigung durch Quantencomputer bei einigen Problemen (relativ zu einem Orakel). 2010 schlug er mit Peter Shor ein Quantengeld-Schema vor.